# ضرب رادیکال
برای ضرب رادیکال ها با فرجه برابر باید اعداد زیر رادیکال در هم ضرب شوند.    {\displaystyle {\sqrt {2}}\times {\sqrt {3}}={\sqrt {6}}}
اگر عددی بیرون رادیکال ها باشد، ابتدا آن اعداد را در هم ضرب می کنیم و می نویسیم ، سپس اعداد زیر رادیکال طبق روش بالا ضرب می کنیم.  {\displaystyle 3{\sqrt {2}}\times 5{\sqrt {3}}=15{\sqrt {6}}}

## خواص ضرب رادیکال‌ها
اعدادی که در زیر رادیکال‌ها در هم ضرب می‌شوند می‌توانند از رادیکال بیرون بیایند.
مثالی از این خواص ببینید:
{\displaystyle {\sqrt {25\times 4}}={\sqrt {25}}\times {\sqrt {4}}=5\times 2=10}

## خواص تقسیم رادیکال‌ها
اعدادی که در زیر رادیکال‌ها بر هم تقسیم می‌شوند می‌توانند از رادیکال بیرون بیایند.
{\displaystyle {\sqrt {\frac {a}{b}}}={\frac {\sqrt {a}}{\sqrt {b}}}}
مثالی از این خواص ببینید:
{\displaystyle {\sqrt {\frac {16}{9}}}={\frac {\sqrt {16}}{\sqrt {9}}}={\frac {4}{3}}}

## جمع و تفریق اعداد رادیکالی
علامت جمع و تفریق نمی‌توان از رادیکال بیرون کرد.
{\displaystyle {\sqrt {a\pm b}}\neq {\sqrt {a}}\pm {\sqrt {b}}}
مثال:
{\displaystyle {\sqrt {36+64}}={\sqrt {100}}=10}
{\displaystyle {\sqrt {36}}+{\sqrt {64}}=6+8=14}

## پانوشت
خواص ضرب و تقسیم رادیکال ها «سیده فاطمه موسوی نطنزی»